# Butjärnen (Norra Ny socken, Värmland, 670703-135264)
Butjärnen är en sjö i Torsby kommun i Värmland och ingår i Göta älvs huvudavrinningsområde.